# Eupithecia cassandrata
Eupithecia cassandrata är en fjärilsart som beskrevs av Philip Miller 1874. Eupithecia cassandrata ingår i släktet Eupithecia och familjen mätare. Inga underarter finns listade i Catalogue of Life.